# التقنيات المخبرية لتحديد موت الخلية

## التقنيات المخبرية لتحديد موت الخلية
موت الخلية طريقة يمكن تحديديها ووصفها على أساس التشكل (المورفولوجيا). ولكن مع التقدم التكنولوحي في الوقت الحالي ظهر تحول في تصنيف موت الخلية يتعدى أساس التشكل إلى تعريفات جزيئيةوجينية. وهذا التحول هو أكثر فعالية ويطبق على كلا الخلايا الحيوانية والخلايا النياتية، لذلك يتم الآن وصف الخطوات والمراحل لموت الخلية من خلال سلسلة دقيقة وقابلة للقياس وبخصائص محددة في علم الكيمياء العضوية. تم اقتراح مجموعة من التوصيات لوصف مصطلح موت الخلية من قبل لجنة (nomenclature committee on cell death(NCCD, وذلك لأن سوء استخدام الكلمات والمفاهيم قد يبطئ من التقدم في مجال البحوث موت الخلايا. التعريف التقليدي لموت الخلية هو عند ظهور علامات توقف الحياة في الخلية أو على أنه فقدان الخلية لسلامة الغلاف البلازمي أو تفككه بالكامل وبما في ذلك النواة بداخله أو عندما تحدث بلعمة للخلية بكل أجزائها من قبل خلية أخرى مجاورة لها، أياً ما كان التعريف فحدوث موت الخلية هو خلل وظيفي لا رجعة فيه وانهيار النظام الداخلي للخلية وتنظيمها. دور موت الخلية يكون ضروري للحفاظ على توازن خلايا الأنسجة والأعضاء وعلى سبيل المثال فإن خسارة خلايا الجلد اعتيادية وكذلك بدور أكثر نشاطاً في الأنسجة التي تتعرض لضمور مثل الغدة الزعترية. الخلايا تموت إما عن طريق الصدفة أو التصميم. هناك آليتين لموت الخلايا الأول: النخر والذي يحدث بسبب أمراض أو إصابات أو فشل في تزويد الدم ومن دون تنظيم من الخلية نفسها ويسمى بموت الخلايا غير المبرمج والذي ينطوي عليه تغيرات في الغلاف البلازمي في وقت مبكر مما يؤدي إلى فقدان الكالسيوم والصوديوم التوازن وهذا يسبب نسبة عاليه من الحمض ويحدث أيضا ما يسمى صدمة الاسموزية وتكتل الكروماتين وتغلظ النووي، ويرافق هذه التغيرات خسارة الفسفرة المؤكسدة، وانخفاض في إنتاج ATP, وفقدان القدرة على التماثل الساكن. هناك أيضا تغييرات في الميتوكوندريا والتي تشمل الزيادة في الكالسيوم وتفعيل إنزيمات تحطيم الفوسفات (فوسفوليباز) مما يؤدي إلى اندماج الأشارات في الغشاء وهذه مرحلة من الأضرار التي لا رجعة فيها. المرحلة الثانوية وتشمل تورم في جسيم حال، وتمدد الشبكة الإندوبلازمية، وتسرب من الإنزيمات والبروتينات وفقدان التقسيم. الثاني موت الخلايا المبرمج (ويسمى هذا النوع في اللافقاريات بحذف الخلية) والذي يحدث بتنظيم وتحكم من قبل الخلية نفسها، وهي تتميز عموما حسب الخصائص المورفولوجية متميزة والآليات البيوكيميائية التي تعتمد على الطاقة، فهو يعتبر عنصرا حيويا في عمليات مختلفة من الحياة بما في ذلك قيمة التداول العادي خلية (التوازن)، ويلعب دوراُ في التنمية السليمة وأداء الجهاز المناعي، وهرمون الضمور، وفي التطور الجنيني. على سبيل المثال، يحدث التفريق بين أصابع اليدين والقدمين في جنين بشري النامية لخلايا بين الأصابع من خلال الموت الغير مبرمج، مما يسفر عن أصابع منفصلة.
== الطريقة المورفومترية (قياس الأشكال)==:
الطريقة الموروفمترية هي الوسيلة لإثبات أو برهنة موت الخلايا في المختبر. ويوفر قياس المورفومتري نتيجة لموت الخلايا من خلال الحجم والوزن والطول للأنسجة، والجهاز والكائن الحي كله وأن يقارن مع قبل وبعد وقوع موت الخلايا. وقد لوحظ هذا الأسلوب من قبل Attalah and Johnson الذان كانا يستخدمان الجسيمات الإلكترونية لتحديد قابلية الحياة لدى الخلية.
التقنيات النسيجية المتعلقة بكيمياء الخلايا والتصوير الإشعاع الذاتي:
مؤشر آخر لموت الخلايا هو تحلل الحمض الذي يصدر من الهضم خلال البلعمة للخلايا الميتة من قبل الخلايا البلعمية أو الخلايا المجاورة، وتعتبر inta-vital صبغة كعلامة للبلعمة الثانوية.

## تقنيات التركيب النسيجي والكيمياء الخلوية
```
لإثبات موت الخلايا في بعض الحالات يتم استخدام صبغة حيوية للكشف عند تعطل وظيفة خلوية معينة. يستخدم هذا الإجراء (التجربة الموضحة في الفقرة التالية) الأنسجة الحية التي هي مغمورة في المحلول المخفف 1:0000 مرة في الصبغة Nile Blue Sulphate في المحلول الملحي (saline) وقياس موت الخلايا باستخدام هذه الصبغة يراقب تغيير لون أو تشكيل الأشعاع. عند موت الخلية تدخل نواة في مراحل التدمير، واحد منهم تغلظ التي تؤدي إلى الإفراج عن مجموعة هيستون الأساسية وهذا يحدث عند تكثيف الكروماتين الذي لا يحدث بطريقة عكسية. وأيضاً تحدث عملية البلعمة في جسيم حال الثاني ويتحكم الالتهام الذاتي وابتلاع في الخلية الميتة باستخدام نشاط مائي حمضي. والتقنيات المستخدمة أوضحت لذلك عن طريق الكشف عن (6-3H)-thymidine والنشاط حمض الفوسفات في الثيرموستات.
```

وهنا تمت أضافة خطوات التجربة للكشف عن (6-3H)-thymidine:
الخطوات:
يتم حقن العينة (الأنسجة الحية) ب (6-3H)-thymidineمما يسبب التضحية بالنسيج وثم بعد مرور ساعة يسقى بالنيتروجين السائل بعد ذلك يقطع ناظم البرد (cryostat) إلى 4 µm وتوضع وتركب على غطاء نظيف وتعقد أقسام ناظم البرد وتثبت جيداً بالغطاء وبعد التأكد من ثبات المقاطع مع الغطاء يثبتا ب الأسيتون (analar) البارد لمدة 10 دقائق، ويشطف الغطاء في محلول منظم لرقم الهيدروجيني-المحتضنة في متوسط الفوسفات الحمضي لمدة (15 دقيقة). وقد استخدم النفثول الفوسفات بأنواعه (AS,TR) كركيزه واستخدم hexazonium paraosaniline كوصله. ومرة أخرى يتم شطف المقاطع المحضرة جيداً بواسطة الماء المقطر وانخفضت المقاطع في مستحلب تصوير الإشعاع الذاتي. التحضيرات أوضحت وكشفت أنه سيكون (0-4 درجة مئوية)في مدة 2-3 أسابيع في غرفة مظلمة. ثم تمت معالجة الشريحة ضوئية ولونت في هيماتوكسيلين وركبت للفحص المجهري.
النتيجة:
النتيجة لهذه التجربة هي اللون اللون الأحمر والذي كان سببه تقنية الأصباغ (azo-dye) التي استخدمت في التجربة وهذا هو مؤشر على أن انحلال ذاتي للخلايا حدث. وكان هذا هو الهدف الرئيسي في طريقة المظهرية أو المورفومترية. شيء آخر هو إنتاج الحبوب الفضية في مستحلب التصوير الفوتوغرافي كنتيجة ومؤشر آخر على الموت الذاتي للخلية.
النقاش:
هذا التغيير في اللون يرجع إلى رد فعل أحمر متجانس دقيق من نشاط إنزيم الفوسفاتيز الحمضي. هناك الكثير من دلالة على موت الخلايا مثل إفراز للإنزيمات المحللة في جسيم حال. وفي نواة الخلية دمج ثيميدين (thymidine) معالج بالتريتيوم يعطي الحبوب الفضية في مستحلب التصوير الفوتوغرافي والذي كان نتيجة في التجربة. وللوصول إلى فهم التجربة يت دراسة الأنسجة مثالية لهذا الإجراء هو نسيج الغدة الصعترية. وتركز هذه المناقشة على اثنين من التغييرات التي تحدث في الغدة الصعترية من الفأر بوصفه دراسة، التغيير الأول هو نسبة الخلايا التي تموت (اندماج حمض الفوسفاتيز)، والثانية هي خلايا اندماج الثيميدين (خلايا تجمع الحمض النووي). تتم مقارنة النتائج وفقا لعمر الفأرة، وبعد قياس النسب والأرقام، فإن الاستنتاج هو أن مستوى موت الخلايا في ضمور (الذي يحدث في سن المراهقة بسبب بدء الغدد التناسلية بالنضج) الغدة الصعترية تضاعفت بالمقارنة مع الغدة الصعترية الشباب وانخفض الرقم الثيميدين في الغدة الصعترية كبار السن مقارنة مع الغدة الصعترية الشباب، وقد لوحظ أن جسيم الحال أو اليزوزوم يحتوب على مواقع لخلايا الثيميدين والتي تقوم بالنشاط حمض الفوسفات. عندا قامت الخلايا البلعمية بابتلاع الخلايا الميتة مستويات نشاط حمض الفوسفات ازدادت.
تقنية تصوير الإشعاع الذاتي مع تلوين النسيجي:
عمل لويس التأسيس التصوير الإشعاع الذاتي من3H-thymidine لحساب مؤشرات الانقسامية ومؤشرات تقديرالتغلظ. ويمكن استخدام هذه التقنية لدراسة الطاقة حركية في أنسجة الأورام، ولها تطبيقات في المجهر الإلكتروني.
المجهر الإلكتروني:
كان يعمل المجهر الإلكتروني الماسح بواسطة هودجز وموير (1975) لدراسة الإشعاع الذاتي. وترافق هذا النهج مع أسلوب الكيمياء المتعلقة بالخلايا لإثبات حمض الفوسفات الحر وتحلل الخلية. الموت الخلايا التي هي غنية في حمض الفوسفات الحر سوف تحتوي على ناتج التفاعل المحتوي على جزئ معالج بالبروم وسيعطي إشارة مميزة للبروم عندما تتعرض لتحليل مجهري للأشعة السينية. وفي الدراسات الهيكلية الدقيقة هناك تغييرات دقيقة مشتركة التي تحدث في خلايا الموت. وقد اختتمت هذه الدراسات ببعض المحاولات من العلماء مثل كير (1972) الذي اقترح المفهوم العام لموت الخلايا المبرمج في الفقاريات، بينما Scheweichel وMerker ((1973 وصفوا موت الخلايا الفسيولوجية في الأنسجة الفأر قبل الولادة. باستخدام الفروق الهيكلية الدقيقة، فمن الممكن أن يتم التميز تفريق بين أنواع موت الخلايا، وحمض الفوسفات وحذف الخلية.
```
الفوسفات الحمضي هو انزيم أو مجموعة من تماثل-الانزيمات التي يمكن استخدامها في إثبات موت الخلايا وهذا يمكن ملاحظتها بسهولة عن طريق المجهر الإلكتروني. والنشاط الفوسفات P-nitrophoenyl يمكن استخدامها كعلامة جيدة لموت الخلايا. وقد استخدمت هذه العلامة في توطين أي تحديد مكان الحدوث لموت الخلية في الخلايا أثناء التطور الجنينى، وكانت النتيجة إطلاق حمض الفوسفات الذي يخرج خارج الغلاف البلازمي وخارج الجسيمات الحالة. هذا يظهر على شكل علامة على موت الخلايا. وهناك العديد من التجارب التي تبين أن هذا الفوسفات يربط على الرايبوسومات لا اليزوزمات.
```

الحمض النووي ((DNA and RNA وتصنيع البروتينات في موت الخلايا:
موت الخلية المبرمج يعني التحكم الجيني لهذه العملية، وبالتالي الجينات تحدد موت الخلايا في تسلسل التطوري يجب أن تكون موجودة. ويشير الكثير من الباحثين أنه قد يكون هناك زيادة منذرة في تخليق البروتين كتمهيد لموت الخلايا المبرمج.
المراجع: